# Aleksandar Radulović
Aleksandar Radulović (cyr. Александар Радуловић; ur. 13 stycznia 1988 w Belgradzie) – serbski koszykarz występujący na pozycji rozgrywającego.
1 sierpnia 2018 został zawodnikiem AZS-u Koszalin. 30 listopada opuścił klub.

## Osiągnięcia
Stan na 5 sierpnia 2018, na podstawie, o ile nie zaznaczono inaczej.
Drużynowe
- Mistrz II ligi serbskiej (2015, 2016)

Indywidualne
(* – nagrody przyznane przez eurobasket.com)
- MVP II ligi serbskiej (2015)*
- Najlepszy zawodnik występujący na pozycji obronnej II ligi serbskiej (2015)*
- Zaliczony do*:
  - I składu II ligi serbskiej (2015)
  - II składu II ligi serbskiej (2016)
  - składu honorable mention ligi czarnogórskiej (2011)
- Uczestnik meczu gwiazd ligi serbskiej (2010)

Reprezentacja
- Mistrz świata U–19 (2007)
- Brązowy medalista turnieju w Mannheim (2006)
- Uczestnik mistrzostw Europy U–18 (2006 – 5. miejsce)